# Şahbazlar, Mengen
Şahbazlar là một xã thuộc huyện Mengen, tỉnh Bolu, Thổ Nhĩ Kỳ. Dân số thời điểm năm 2010 là 66 người.